# 카르멘 비얄로보스
카르멘 비얄로보스(Carmen Villalobos, 1983년 7월 13일 ~ )는 콜롬비아의 배우, 댄서이다.